# Gator och torg i Johanneshov

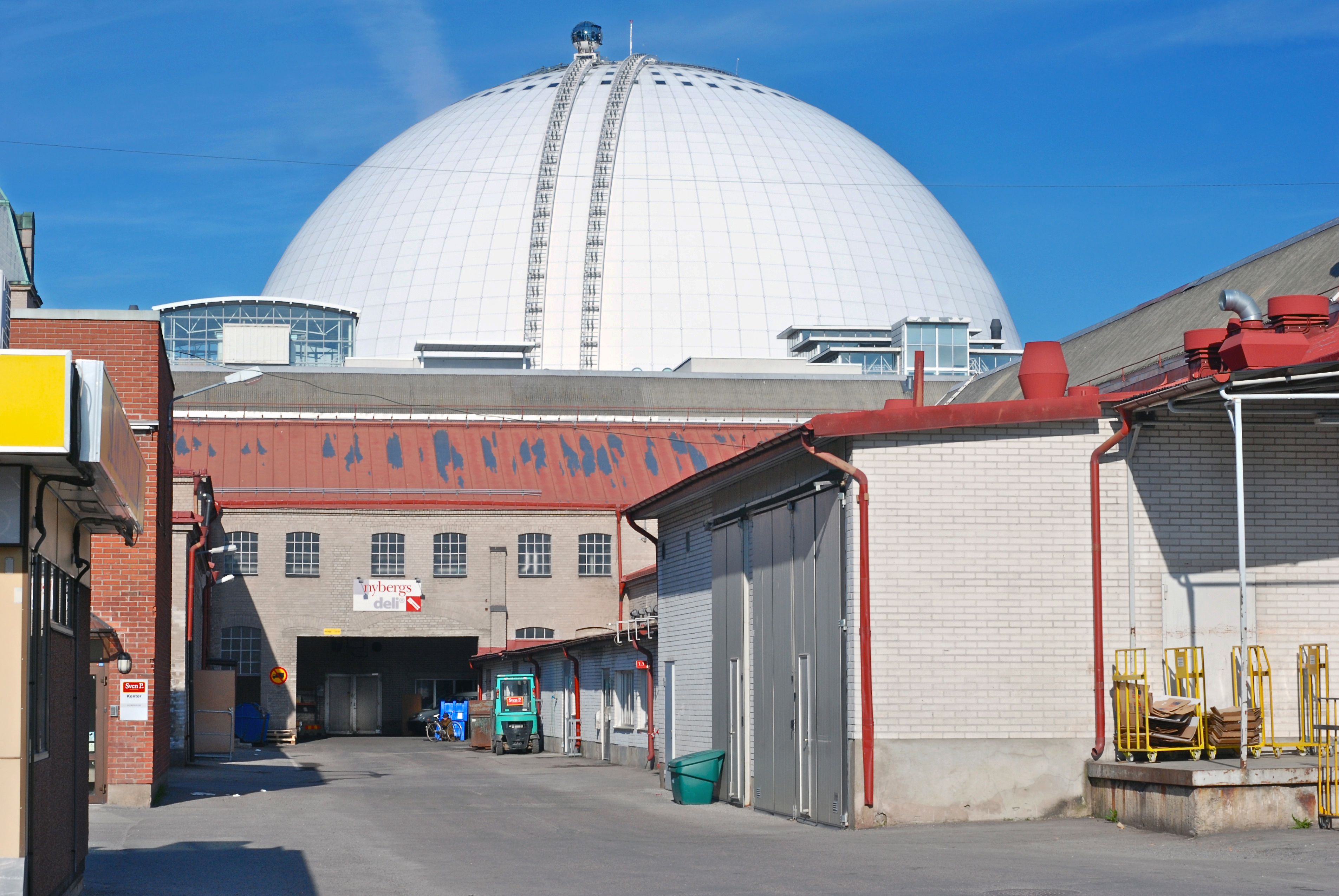
Globen.

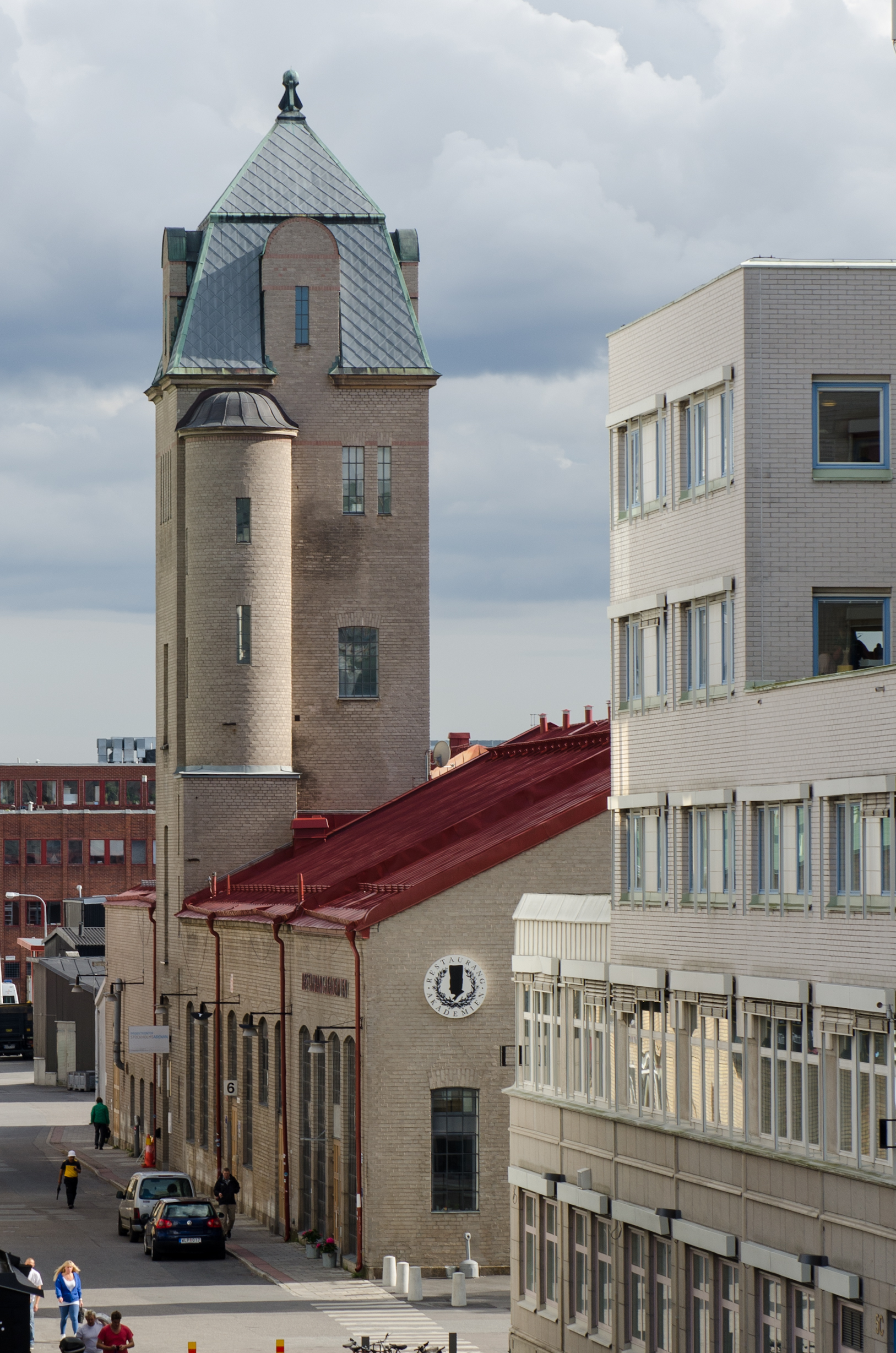
Vattentorn i Slakthusområdet.

Gator och torg i Johanneshov relaterar till Johanneshov (Johannishof 1772) som ursprungligen var ett torp under Enskede gård. Stadsdelen ligger på Brunkebergsåsens fortsättning söderut, på sand. Förleden Sand- återfinns i många äldre namn i trakten t.ex. Sandsborg, Sandhagen, Sandåkrarna. I sanden begravde man många av dem som dog under peståren vid kolerakyrkogården, parken intill Gullmarsplan. 
Den tidigaste bebyggelsen inom stadsdelen utgörs av Stockholms stads slakthus som byggdes 1906–1912. År 1923 anlades Johanneshovs idrottsplats som senare utbyggts till f.d Söderstadion med Isstadion. År 1989 invigdes Globen, världens största sfäriska byggnad, som kringgärdas av en omfattande kontorsbebyggelse.
Området står inför stora förändringar då Söderstaden ska ersätta äldre slakthusverksamhet som flyttas till stadsdelen Larsboda. Söderstaden planeras stå färdigbyggd 2033.

## Gator
År i parentes anger när dagens namn gavs (källa från 2005).

### Huvudgator
- Arenavägen (1987)
- Johanneshovsvägen (1998)
- Nynäsvägen (1939)
- Olaus Magnus väg (1932)

### Övriga gator
- Arenagången (1989)
- Arenaslingan (1988)
- Arkadvägen (1940)
- Artistvägen (1940)
- Bagartunneln (2003)
- Bildhuggarvägen (1940)
- Blåsutvägen (1940)
- Bolidenvägen (1938)
- Boskapsvägen (1993)
- Burspråksvägen (1993)
- Charkmästargatan (1993)
- Enskedevägen
- Etsarvägen (1940)
- Fållan (1992)
- Grafikvägen (1940)
- Gravörgränd (1940)
- Gullmarsplan (1940)
- Gullmarsvägen (1941)
- Hallgränd (1993)
- Hallmästarvägen (1953)
- Hallvägen (1945)
- Kylgatan (1993)
- Kylhusgatan (1992)
- Lindevägen
- Livdjursgatan (1992)
- Målartunneln
- Norra Arenakopplet (1989)
- Palandergatan (1937)
- Palmfeltsgatan
- Pastellvägen (1941)
- Pelargatan (1944)
- Rökerigatan (1987)
- Sandhagsgatan (1993)
- Sandstuhagen (1945)
- Skansbacken (1978)
- Skulptörvägen (1940)
- Skärmarbrinksvägen (1940)
- Slakthusgatan (1945)
- Slakthusgränd (1993)
- Slakthusplan (1945)
- Sofielundsvägen
- Stora Skorstensgatan (1993)
- Styckmästargatan (1945)
- Trädskolevägen (1952)

## Trappor, torg och trafikplatser
- Arenabron (1992)
- Arenatorget (1989)
- Arenatrappan (1989)
- Björktunneln; Södra länken (2003)
- Bolltrappan (1992)
- Entrétorget (1992)
- Globenbron (1992)
- Globentorget (1989)
- Globentrappan (1989)
- Sandstuparken (1989)
- Skanstrappan (1992)

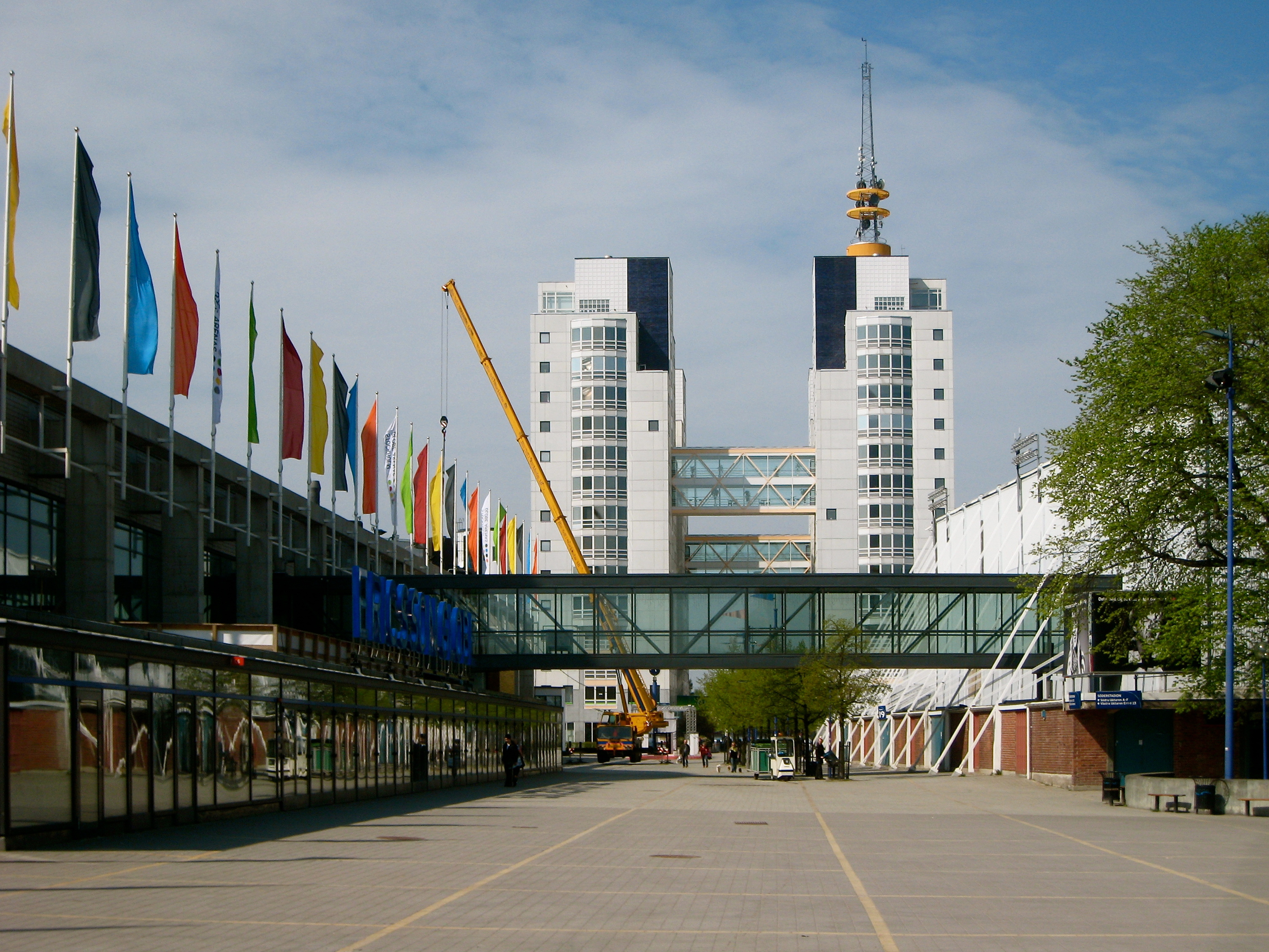
Globentorget

- Skeppartunneln; Södra länken (2003)
- Skräddartunneln; Södra länken (2003)
- Slakthusbron (1988)
- Sofielundsmotet (1998)
- Sofielundsplan (1942)
- Sotartunneln; Södra länken (2003)
- Talltunneln; Södra länken (2003)